# Biriatou
Biriatou is een gemeente in het Franse departement Pyrénées-Atlantiques (regio Nouvelle-Aquitaine) en telt 831 inwoners (1999). De plaats maakt deel uit van het arrondissement Bayonne.

## Geografie
De oppervlakte van Biriatou bedraagt 11,0 km², de bevolkingsdichtheid is 75,5 inwoners per km².
De onderstaande kaart toont de ligging van Biriatou met de belangrijkste infrastructuur en aangrenzende gemeenten.

## Demografie
Onderstaande figuur toont het verloop van het inwonertal (bron: INSEE-tellingen).